# The Woodlands (Teksas)
The Woodlands je naseljeno mjesto za statističke potrebe u američkoj saveznoj državi Teksas. Prema popisu stanovništva iz 2010. u njemu je živjelo 93.847 stanovnika.